# PBK CSKA Moskva
PBK CSKA Moskva je ruski košarkaški klub iz Moskve. jedan je od najvećih ruskih i europskih košarkaških klubova i najuspješniji klub Eurolige u 21. stoljeću. Od 2000., 5 puta su bili prvaci Eurolige, jednom su bili finalisti i 15 puta igrali Final-Four najjačeg europskog košarkaškog natjecanja. 

## Povijest
Košarkaški klub CSKA je veoma uspješan klub. Već su 1961. osvojili Europski kup, današnju Euroligu, a u tom razdoblju su još tri puta bili pobjednici. Prvenstvo Sovjetskog Saveza osvajali su 24 puta, od toga 16 u nizu (od 1961. do 1984). Rusku Superligu su čak 15 puta osvojili, od toga 8 uzastopnih titula u razdoblju od 1992. do 2000. i 6 uzatopnih titula od 2003. do danas.  CSKA je samo četiri puta izborio  Final-Four Eurolige, 1996., 2004. i 2005 prije negoli su 2006. prvi puta osvojili Euroligu pod ovim nazivom.

## Osvojeni naslovi
- Prvenstvo SSSR-a: 1945., 1960., 1961., 1962., 1964., 1965., 1966., 1969., 1970., 1971., 1972., 1973., 1974., 1976., 1977., 1978., 1979., 1980., 1981., 1982., 1983., 1984., 1988., 1990.
- Prvenstvo Rusije : 1992., 1993., 1994., 1995., 1996., 1997., 1998., 1999., 2000., 2003., 2004., 2005., 2006., 2007., 2008., 2009., 2010., 2011., 2012., 2013., 2014., 2015., 2016., 2017., 2018., 2019.
- Kup SSSR-a: 1972, 1973, 1982.
- KuP Rusije:  2005, 2006, 2007., 2010.
- Kup prvaka / Euroliga:  1961., 1963., 1969., 1971., 2006., 2008., 2016., 2019.
- VTB liga: 2009., 2010., 2012., 2013., 2014., 2015., 2016., 2017., 2018., 2019.
- Sjeverno-europska košarkaška liga (NEBL): 2000.

## Najpoznatiji igrači
| - Marcus Brown - Victor Alexander - Rusty LaRue - David Vanterpool - Nikos Hatzivrettas - Dimosthenis Dikoudis | - Theodoros Papaloukas - Gordan Giriček - Óscar Torres - Andrej Kirilenko - Sergej Panov - Nikita Morgunov | - Jaroslav Korolev - Zahar Pašutin - Aleksej Savrasenko - Martin Müürsepp - Darius Songaila - Gintaras Einikis | - / Dragan Tarlać - / Rubén Wolkowyski - / Mirsad Türkcan - / David Andersen - / Sergej Bazarevič - / Viktor Zubkov | - / Gennadij Volnov - / Vladimir Andrejev - / Sergej Belov - / Vladimir Tkačenko - / Jaak Lipso - / Tiit Sokk | - / Rimas Kurtinaitis - / Gundars Vētra - / Alžan Žarmuhamedov - / Oleksandr Volkov |

### Bivši igrači
- Jevgenij Kisurin
- Aleksandr Gutorov

## Unutarnje poveznice
- Sportsko društvo CSKA Moskva
- Nogometni klub CSKA Moskva
- Hokejaški klub CSKA Moskva

## Vanjske poveznice
- Službena stranica (rus.) (engl.)
- Profil na Euroleague.net

| Ruska Superliga (2009./10.) | Ruska Superliga (2009./10.) |
| --- | --------------------------- |
| |                             |
| CSKA (Moskva) \| UNIKS (Kazan) \| Himki \| Dinamo (Moskva) \| Lokomotiv (Rostov) \| Trijumf (Ljuberci) \| Spartak (Petrograd) \| Krasnyje Krylja (Samara) \| Jenisej (Krasnojarsk) |                             |

| Ruska Superliga (2009./10.) | Ruska Superliga (2009./10.) |
| --- | --------------------------- |
| |                             |
| CSKA (Moskva) \| UNIKS (Kazan) \| Himki \| Dinamo (Moskva) \| Lokomotiv (Rostov) \| Trijumf (Ljuberci) \| Spartak (Petrograd) \| Krasnyje Krylja (Samara) \| Jenisej (Krasnojarsk) |                             |

| PBK CSKA Moskva | PBK CSKA Moskva |
| --- | --------------- |
| |                 |
| 1 de Colo \| 3 D. Kulagin \| 4 Teodosić \| 5 Augustine \| 7 Fridzon \| 9 Jackson \| 11 Antonov; \| 12 Korobkov \| 13 Lazarev \| 19 Freeland \| 20 Voroncevič \| 22 Higgins \| 30 M. Kulagin \| 31 Hrjapa \| 41 Kurbanov \| 42 Hines Trener: Itoudis |                 |

| PBK CSKA Moskva | PBK CSKA Moskva |
| --- | --------------- |
| |                 |
| 1 de Colo \| 3 D. Kulagin \| 4 Teodosić \| 5 Augustine \| 7 Fridzon \| 9 Jackson \| 11 Antonov; \| 12 Korobkov \| 13 Lazarev \| 19 Freeland \| 20 Voroncevič \| 22 Higgins \| 30 M. Kulagin \| 31 Hrjapa \| 41 Kurbanov \| 42 Hines Trener: Itoudis |                 |

| Euroliga 2008./09.         | Euroliga 2008./09. |
| -------------------------- | --- |
|                            | |
| Prvak                      | Panathinaikos |
|                            | |
| Finalist                   | CSKA Moskva |
|                            | |
| Treće mjesto               | Regal FC Barcelona |
|                            | |
| Četvrto mjesto             | Olympiakos |
|                            | |
| Ispali u četvrtfinalu      | Montepaschi Siena • Partizan Igokea • Real Madrid • TAU Cerámica                                                                          |
|                            | |
| Stigli do Top 16           | AJ Milano • ALBA Berlin • Asseco Prokom Sopot • Cibona Zagreb • Fenerbahçe Ülker • Lottomatica Rim • Maccabi Tel Aviv • Unicaja Málaga    |
|                            | |
| Ispali u regularnom dijelu | Air Avellino • DKV Joventut • Fenerbahçe Ülker • Le Mans • Panionios OnTelecoms • SLUC Nancy • Union Olimpija Ljubljana • Žalgiris Kaunas |

| Euroliga 2008./09.         | Euroliga 2008./09. |
| -------------------------- | --- |
|                            | |
| Prvak                      | Panathinaikos |
|                            | |
| Finalist                   | CSKA Moskva |
|                            | |
| Treće mjesto               | Regal FC Barcelona |
|                            | |
| Četvrto mjesto             | Olympiakos |
|                            | |
| Ispali u četvrtfinalu      | Montepaschi Siena • Partizan Igokea • Real Madrid • TAU Cerámica                                                                          |
|                            | |
| Stigli do Top 16           | AJ Milano • ALBA Berlin • Asseco Prokom Sopot • Cibona Zagreb • Fenerbahçe Ülker • Lottomatica Rim • Maccabi Tel Aviv • Unicaja Málaga    |
|                            | |
| Ispali u regularnom dijelu | Air Avellino • DKV Joventut • Fenerbahçe Ülker • Le Mans • Panionios OnTelecoms • SLUC Nancy • Union Olimpija Ljubljana • Žalgiris Kaunas |